# شتوره
شتوره (به عربی: شتورة) یک منطقهٔ مسکونی در لبنان است که در شهرستان زحله واقع شده‌است. شتوره ۹۱۰ متر بالاتر از سطح دریا واقع شده‌است.